# 5011 Ptah
Az 5011 Ptah (ideiglenes jelöléssel 6743 P-L) egy földközeli kisbolygó. Cornelis Johannes van Houten,  Ingrid van Houten-Groeneveld,  Tom Gehrels fedezte fel 1960. szeptember 24-én.
Nevét Ptah egyiptomi istenről kapta. A róla elnevezett Ptah-csoport egyik legnagyobb tagja.